# Lacq

Lacq (în occitană Lak) este o comună situată în partea de SV a Franței, în departamentul Pyrénées-Atlantiques, pe râul Gave de Pau. Exploatare de petrol și gaze naturale. Este cel mai important câmp gazeifer al Franței cu o producție de 700 milioane picioare cubice/zi pentru 31 puțuri. În ceea ce privește rezervele, ele se situează la circa 8,8 trilioane picioare cubice.